# Moquella
Moquella es un pequeño poblado de la I Región de Tarapacá, Chile, que administrativamente pertenece a la comuna de Camiña y su población es de 106 habitantes. 
Está emplazada en el fondo de la Quebrada de Tana y a 25 km al poniente de Camiña, es el segundo poblado en importancia de la comuna. Posee servicios básicos, así como una posta de primeros auxilios, deteriorada por el terremoto del año 2005.